# Eugène Girardet
Pour les articles homonymes, voir Girardet.
 (mai 2014).
Si vous disposez d'ouvrages ou d'articles de référence ou si vous connaissez des sites web de qualité traitant du thème abordé ici, merci de compléter l'article en donnant les références utiles à sa vérifiabilité et en les liant à la section « Notes et références ».
Eugène Alexis Girardet, né le 31 mai 1853 à Paris, et mort à Paris 17e le 5 mai 1907, est un peintre orientaliste français.

## Biographie
Issu d'une famille suisse huguenote, Eugène Girardet est le fils du graveur Paul Girardet (1821-1893), et le frère des peintres Jules Girardet et Léon Girardet. Il étudie à l’École des beaux-arts de Paris dans l'atelier de Jean-Léon Gérôme (1824-1904). Gérôme l’incite à visiter l’Afrique du Nord dès 1874, notamment le Maroc, mais aussi la Tunisie ou encore l’Espagne.
Il effectue huit séjours en Algérie à partir de 1879, essentiellement dans le Sud aux alentours des oasis de Biskra, Bou Saâda et El Kantara où il rencontre Étienne Dinet. En 1898, il se rend en Égypte et en Palestine. Il représente des scènes de la vie nomade ou du désert. Son œuvre est influencée par la lumière et l’atmosphère de l’Orient.
Il expose au Salon de la Société nationale des beaux-arts, au Salon de la Société des peintres orientalistes français, au Salon de Paris, à l’Exposition universelle de 1900 et à l’Exposition coloniale de Marseille (1906). Eugène Girardet meurt en 1907 à Paris et est enterré au cimetière du Père-Lachaise (36e division)
Ses œuvres sont conservées à Paris au musée d’Orsay, au musée des beaux-arts de Dijon, au musée des beaux-arts de Nantes, au musée des beaux-arts de Troyes, à Bayonne au musée Bonnat-Helleu, à New York au musée d'art Dahesh et au musée des beaux-arts d'Alger.

## Galerie

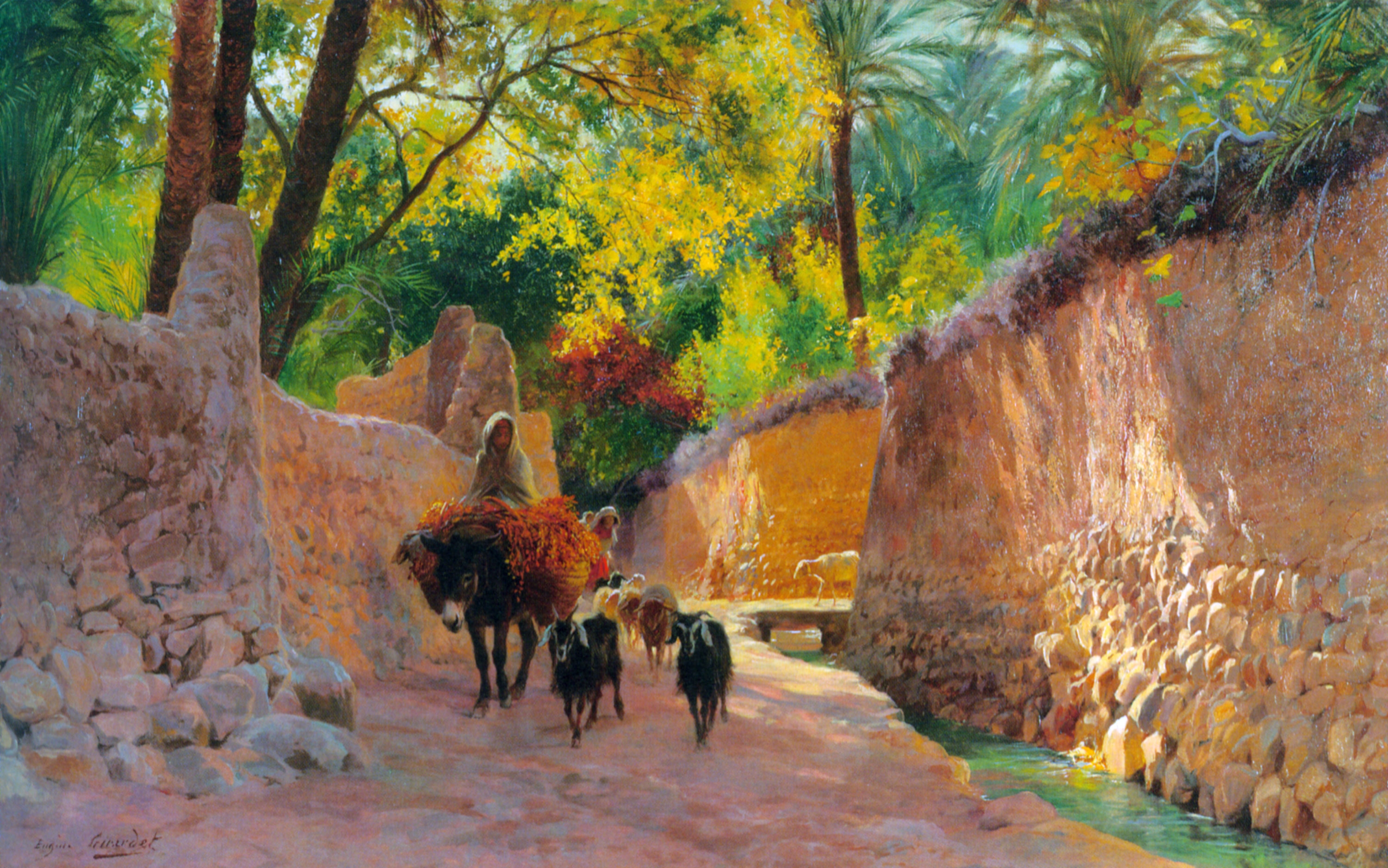
Sur le chemin du marché
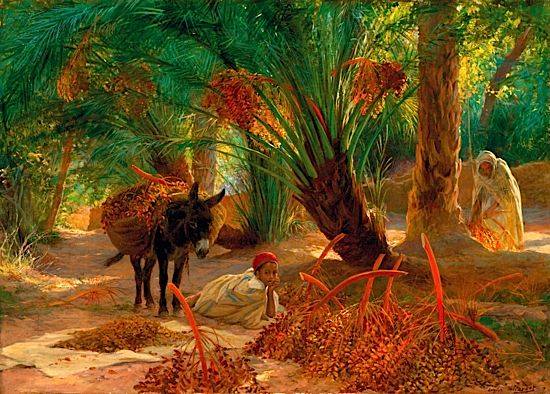
La Récolte des dattes
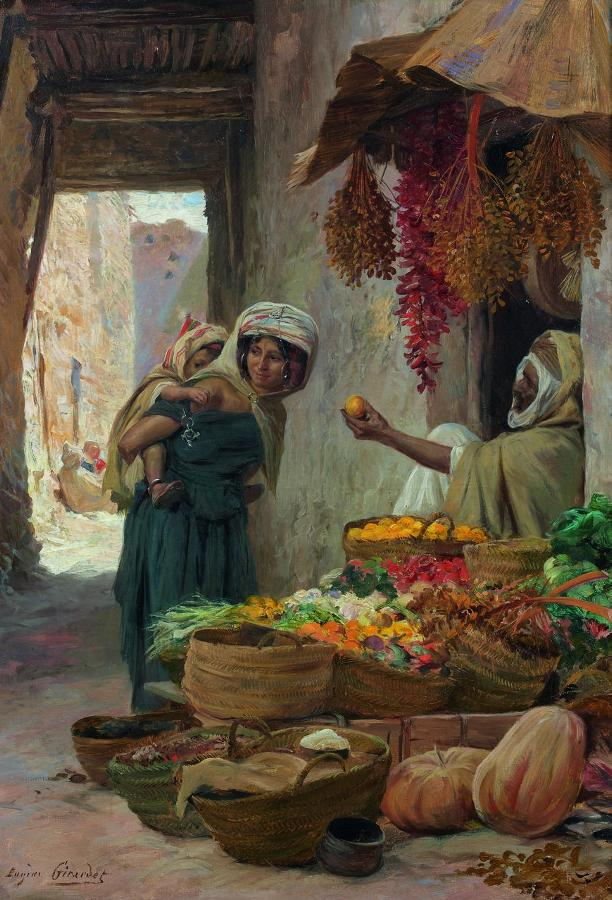
Le Marchand de fruits
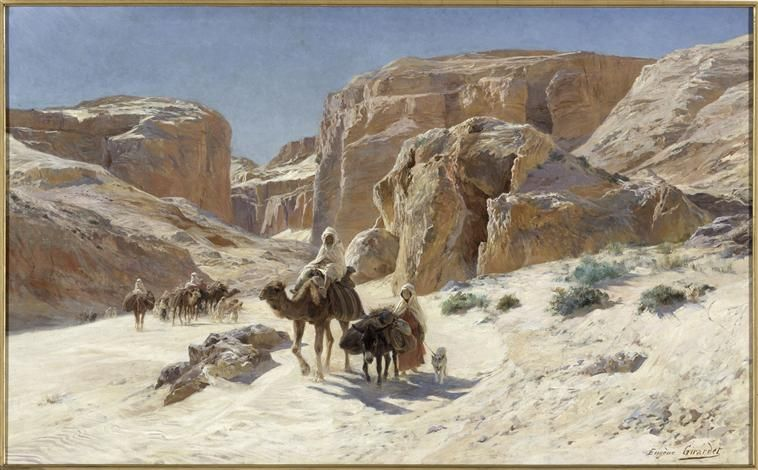
Caravane dans les dunes de Bu S‘ādah
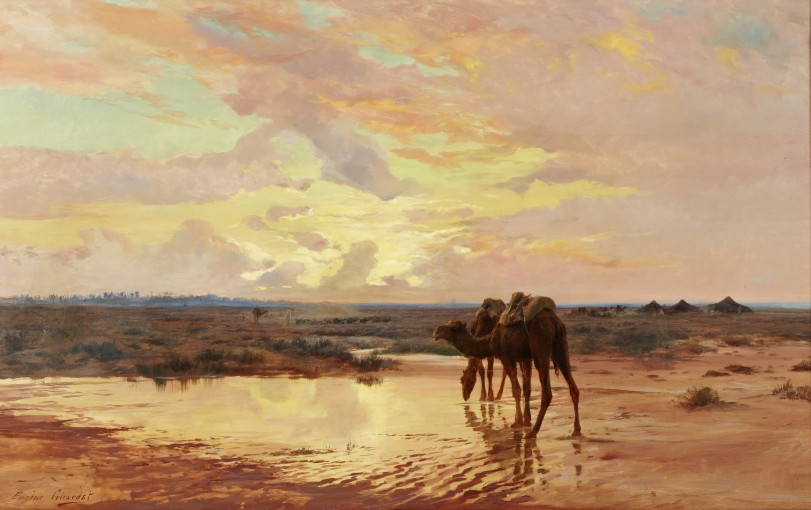
Dans les hauts plateaux, après l'orage
Eugène Girardet, La rivière à El-Kantara, non daté (1875 - 1907), Musée des Beaux-Arts de La Chaux-de-Fonds
Eugène Girardet, Les Gendarmes, 1884, Musée des Beaux-Arts de La Chaux-de-Fonds